# Boumbé II
Der Boumbé II oder Bumbe ist ein Fluss im zentralen Afrika.

## Verlauf
Der 150 km lange Fluss entspringt etwa 10 km östlich der Grenze zu Kamerun in der Provinz Nana-Mambéré. Er fließt zunächst in südliche Richtung, bis er nach etwa 20 km auf die Grenze zu Kamerun trifft. Von da ab bildet er die Grenze zwischen der Zentralafrikanischen Republik und Kamerun, bis er nach weiteren 130 km nahe Gamboula in den Kadéï mündet.

## Rohstoffe
Der Boumbé II ist eine Seiffen-Lagerstätte für Diamanten. Auch wird in ihm nach Gold geschürft.

## Archäologe
Es wurden am Boumbé II mehrere Funde der Acheuléen-Kultur gemacht.